# Fritz Kachler
Friedrich Kachler, detto Fritz (Vienna, 12 gennaio 1888 – Vienna, 14 maggio 1973), è stato un pattinatore artistico su ghiaccio austriaco, specializzato nel singolo.

## Palmarès
| Internazionali       | Internazionali | Internazionali | Internazionali | Internazionali | Internazionali | Internazionali | Internazionali | Internazionali | Internazionali | Internazionali |
| Evento               | 1909           | 1910           | 1911           | 1912           | 1913           | 1914           | 1922           | 1923           | 1924           | 1925           |
| -------------------- | -------------- | -------------- | -------------- | -------------- | -------------- | -------------- | -------------- | -------------- | -------------- | -------------- |
| Campionati mondiali  |                |                | 3°             | 1°             | 1°             | 2°             | 2°             | 1°             |                | 2°             |
| Campionati europei   |                |                |                |                |                | 1°             | 2°             |                | 1°             |                |
| National             |                |                |                |                |                |                |                |                |                |                |
| Campionati austriaci | 2°             | 1°             | 1°             | 1°             |                |                |                |                |                | 1°             |